# Chiesa dei Santi Simone e Giuda (Corna Imagna)
La chiesa dei Santi Simone e Giuda è il principale luogo di culto cattolico della località di Corna Imagna in provincia e diocesi di Bergamo; fa parte del vicariato di Rota d'Imagna.

## Storia
La chiesa ha una storia molto antica, la sua presenza è indicata in un documento conservato presso la curia vescovile che cita
“vicini et homines sanctorum simonis et iude de la corna de brancijs” dovevano versare ogni anno una “libretam” di cera come da carta del notaio Francesco Zenalia 28 ottobre 1366.
 Questo documento conferma che la costruzione della chiesa risale al 1366.
La chiesa di Corna Imagna con l'intitolazione ai santi Simone e Giuda è nuovamente indicata nel XV secolo essendo citata la presenza di una parte cimiteriale nel 1463 “ciniterium eclexie domini sancti simonis de la corna”. I due sacerdoti presenti nella chiesa prima della sua elevazione a parrocchiale furono nel 1507 “Bartolomeum de vitalibus de handena tunc beneficialem” e due anni successivi certo “Iohanne de cluxiano de Bergomo beneficiale ecclesie sancti simonis” . Il 19 ottobre 1540 fu eretta canonicamente autonoma a parrocchiale dal vescovo di Bergamo Pietro Lippomano. 
Nel registro delle commende degli anni dal 1550 al 1597 conservato presso l'archivio vescovile, la chiesa vi risulta indicata perché avendo un beneficio insufficiente, aveva il curato mercenario pagato direttamente dalla comunità ma che, la cui carica, doveva essere approvata ogni sei mesi dal vescovo. Con l'istituzione dei vicariati nel II sinodo diocesano voluto dal vescovo Federico Corner nel 1565 in ottemperanza alle indicazioni del primo sinodo provinciale del 1564 confermato nel III sinodo del 1574, la chiesa risulta inserita nella pieve di Almenno San Salvatore. 
L'arcivescovo di Milano san Carlo Borromeo, visitò la parrocchiale il 13 ottobre 1575. Dagli atti si evince che vi erano tre altari e il clero era retto da un curato mercenario pagato dalla vicinia con uno stipendio annuo di 99 lire imperiali. In questa occasione fu eretta la scuola del Santissimo Sacramento.

Successivamente, nel 1659, fu il vescovo san Gregorio Barbarigo a citare negli atti della sua visita pastorale che la chiesa era compresa nel vicariato di Almenno San Salvatore, e retta da un solo parroco. Erano presenti le scuole del Santissimo Sacramento e del Rosario.
Nel 1666 la chiesa fu inserita nel “Sommario delle chiese di Bergamo”, elenco redatto dal cancelliere della curia vescovile Giovanni Giacomo Marenzi e indicata sotto l'invocazione dei santi Simone e Giuda. La chiesa risultava essere mercenaria della vicinia sotto la giurisdizione di Almenno. Vi erano due altari e la scuola del Rosario. Alla cura dei fedeli vi era un solo curato mercenario proposto. Fino al 1734 la chiesa risulta parte della pieve di Almenno e nel 1784 in quella Berbenno. Nel 1822 era il parroco di Rota Imagna a reggere le funzioni.
Nel 1914 si decise la riedificazione della chiesa affidandone il progetto all'architetto Giulio Palemi. Fu quindi demolito l'antico edificio e ricostruito uno nuovo ultimato nel 1928. Il vescovo di Bergamo Adriano Bernareggi, lo consacrò nel 1934 mantenendo l'antica intitolazione. Nella seconda metà del Novecento la chiesa fu oggetto di lavori manutenzione e ricostruzione, come la torre campanaria ricostruita dopo che fosse stata distrutta quella precedente ne 1951 su progetto di Camillo Milazzi. I lavori proseguirono con la realizzazione di nuovi decori.
Con decreto del 27 maggio 1979 del vescovo Giulio Oggioni la parrocchiale è inserita nel vicariato locale di Rota d'Imagna.

## Descrizione

### Esterno
L'edificio di culto con abside rivolta a nord, è preceduto dal sagrato a cui si accede da un'ampia gradinata e da un viale pavimentato a bolognini di porfido. La facciata tripartita, presenta una parte centrale più avanzata delimitata da lesene in pietra complete di alta zoccolatura che terminano con una cornice che accompagna le due falde della facciata a capanna. L'ingresso maggiore posto centralmente strombato ad arco a tutto sesto è inserito in una cornice sempre in pietra che regge il timpano triangolare. La parte superiore ha un grande rosone atto a illuminare l'aula anche questo con contorno in pietra.

Le due parti laterali sono delimitate da lesene in pietra e si congiungono con la gronda.
La torre campanaria è conformata dal medesimo materiale della chiesa, e termina con la cella campanaria con le quattro aperture centinate e il coronamento della cupola in pietrame lavorato.	

### Interno
L'interno della chiesa con volta a botte, è a pianta rettangolare e a navata unica divisa da lesene e contro-lesene in cinque campate. Le lesene sono complete di zoccolatura in graniglia e capitello che regge gli archi. Ne campate di misure minori hanno matronei aperti con parapetti in muratura e archi. Ogni campata ha un'apertura a rosone che illumina la navata.
La controfacciata conserva a fianco della bussola in quercia una lapide in marmo con l'epigrafe della consacrazione dell'edificio. La prima campata a sinistra è dedicata alla fonte battesimale chiusa da una cancellata in ferro e a pianta rettangolare posta sotto il matroneo e con la parete di fondo dipinta con l'immagine del Redentore. Corrispondente a destra vi è l'ingresso alla torre campanaria anche questa con la parte superiore coperta dal matroneo. La seconda campata è dedicata alla zona penitenziale con due confessionali. Il dipinto dellImmacolata concezione completa la parte destra, sulla sinistra vi sono i dipinti della Madonna col Bambino e santi, Sant'Antonio Sebastiano e Rocco del 1688 di Giovanni Chizzoletti e Santi Simone e Giuda con la statua del Cristo morto. La terza ha gli ingressi laterali entrambi con matroneo.
La zona presbiteriale con volta a botte termina con il coro absidato semicircolare completo di catino. Presenta dipinti raffiguranti gli evangelisti, nel catino absidale il grande dipinto raffigurante Cristo Re e le vetrate istoriate con le immagini dei santi titolari. L'abside è preceduta ha due archi con il seggio dei parati e gli arredi con le due cantorie lignee poste nelle parti superiore.